# Legião Brasileira de Assistência
A Legião Brasileira de Assistência (LBA) foi um órgão assistencial público brasileiro fundado em 28 de agosto de 1942 pela então primeira-dama Darcy Vargas, com o objetivo de ajudar as famílias dos soldados enviados à Segunda Guerra Mundial, contando com o apoio da Federação das Associações Comerciais e da Confederação Nacional da Indústria.

## História
Em 5 de setembro de 1942, os seus estatutos foram registrados no 6º Oficio de Registro Especial de Títulos e Documentos do Rio de Janeiro, como uma sociedade civil. Pela Portaria nº 6.013, de 1º de outubro de 1942, do Ministro da Justiça e Negócios Interiores foi autorizada a sua organização definitiva e o seu funcionamento. Sua instalação se deu em 2 de outubro daquele mesmo ano.
No ano de 1944, foi construída a sede da organização, no Rio de Janeiro, um prédio de nove pavimentos, dividido em dois blocos, batizado com o nome de sua fundadora, Edifício Darcy Vargas. Com o final da guerra, tornou-se um órgão de assistência às famílias necessitadas em geral. A LBA tinha como presidentes as primeiras-damas do governo federal.
Através do Decreto-lei nº 593, de 27 de maio de 1969, a LBA foi promovida de sociedade civil a fundação, adotando o nome Fundação Legião Brasileira de Assistência, mas mantendo a mesma sigla LBA, e vinculada ao Ministério do Trabalho e Previdência Social. Pela Lei nº 6.439, de 1º de setembro de 1977, a LBA ficou vinculada ao Ministério da Previdência Social. Pelo art. 252 do Decreto nº 99.244, de 10 de maio de 1990, passou a ser vinculada ao Ministério da Ação Social.
Em 1991, sob a gestão de Rosane Collor, foram feitas diversas denúncias de esquemas de desvios de verbas da LBA, como uma compra fraudulenta de 1,6 milhão de quilos de leite em pó. A LBA foi extinta através do art. 19, inciso I, da Medida Provisória nº 813, de 1º de janeiro de 1995, publicada no primeiro dia em que assumiu o governo o presidente Fernando Henrique Cardoso. Na época da sua extinção, a LBA estava vinculada ao Ministério do Bem-Estar do Menor.

## Medalha do Mérito

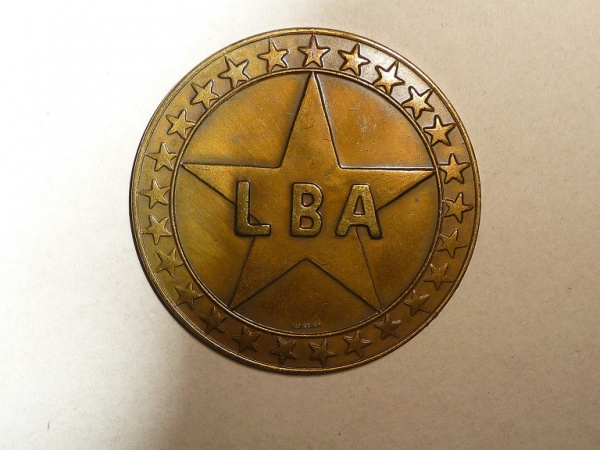
Medalha da LBA.

A instituição concedia a Medalha do Mérito Legionário para pessoas físicas e jurídicas com serviços que tivessem afinidade com as competências da LBA.